# Lille sjön, Halland
Lille sjön är en sjö i Falkenbergs kommun i Halland och ingår i Ätrans huvudavrinningsområde.